# Rynek w Bieczu
Rynek w Bieczu – rynek miejski położony w centrum Biecza. Jest to miejsce o wyjątkowym znaczeniu historycznym, kulturowym i społecznym.
Cały układ przestrzenno-urbanistyczny miasta pochodzi z okresu średniowiecza. Ma on kształt wydłużonej elipsy wynikający z naturalnego ukształtowania wzgórza. Pośrodku wytyczono regularny prostokątny rynek, z którego wybiegają cztery ulice.
W centrum rynku znajduje się ratusz z wieżą ratuszową wysoką na 53 m, w którym znajduje się Urząd Miasta i Gminy Biecz. Na rynku znajduje się także kapliczka św. Floriana w północno-wschodnim rogu rynku.
Wokół placu znajdują się liczne kamienice. Domy miały niegdyś podcienia, które jednak do dzisiejszych czasów się nie zachowały. Najczęściej są one dwupiętrowe, na parterze znajdują się sklepy, a na piętrze prywatne mieszkania. W kamienicy nr 20 na południu rynku znajduje się biblioteka, w której dawnej mieściła się synagoga. W kamienicy nr 2 znajdującej się w południowo-zachodniej części rynku mieści się Dom zbója Becza.
Na rynku, prócz wielu sklepów znajduje się także Bank Spółdzielczy, apteka, 2 kwiaciarnie, restauracja „Ogród”, 2 przystanki autobusowe oraz biblioteka.